# 첼로 협주곡 1번 (류재준)
한국작곡가 류재준의 첼로협주곡 번은 단악장으로 구성되어 있으며, ‘눈물’이라는 부제를 갖고 있다.
류재준은 이 작품을 완성하는 데 6년이 걸렸으며, 초고는 2010년에 썼다. 류재준은 초고에서 마지막 손질까지 이 첼로협주곡을 쓰는 데 3번에 걸쳐 수정했다고 말하였다. 초연은 2010년 6월 30일 핀란드 난탈리 교회에서 랄프 고토니 지휘, 첼리스트 아르토 노라스가 협연하였고, 마지막 에디션은 2016년 3월 10일 핀란드 시벨리우스홀에서 오코 카무의 지휘로 첼리스트 아르토 노라스와 라티 심포니 오케스트라에 의해 초연되었다. 보통 연주 시간은 28분가량 걸린다.
아르토 노라스가 로열 필하모닉 오케스트라와 연주한 음반이 있다.

## 악기편성
플루트2, 오보에2, 클라리넷2, 파곳2, 호른2, 팀파니, 타악기, 현악 5부

## 구성
단악장으로 구성되어 있다.
연주시간은 약 28분이 걸린다.

## 음악적 요소
이 협주곡은 장대한 규모를 가진 단악장으로 섬세하고 부드럽지만 긴장감 넘치는 현의 움직임으로 시작된다.(Andante con delicate) 글로켄슈필과 실로폰을 통한 화려한 사운드가 덧입혀 지며 바순이 애수 어린 멜로디를 노래하다 첼로 솔로가 강하게 나타난다. 첼로와 오케스트라간의 대화가 점차 격렬해지다 안개처럼 첼로 솔로의 노래로 소멸된다. (146마디)
보다 저음으로 심연처럼 울리는 첼로 솔로는 (andante Sospirando, 147마디) 현악기의 부드럽고 감미로운 코랄과 함께 노래하다 갑자기 장난기 넘치는 활기찬 장면으로 전환된다.(Allegro con animoso, 183마디) 첼로의 장중하면서도 힘있는 멜로디가 나타나면서 오케스트라가 유기적으로 덧입혀지며 이 작품의 첫번째 클라이맥스로 전개된다. 이 장대한 클라이막스가 첼로 솔로의 슬프고도 감성 넘치는 노래에 의해서 종료되며(moderato expressive, 256마디) 현악과 목관악기 군에 의한 코랄이 펼쳐진다. (273마디).
목관의 상승하는 주제와 첼로의 하강하는 주제가 연달아 주고받으며 힘을 축적한 음악은 강렬한 샤콘느로 도입하며(310마디) 첼로의 카덴자 대신 삽입된 fugatto 로 이어진다. (molto allegro con fuoco, 330마디). 강하고 기교적인 첼로의 도입으로 푸가를 시작하여 오케스트라의 대규모 푸가 합주로 연결된다.  푸가의 종지는 다시 현악기군의 코랄로 이어지며 첼로 솔로는 이 조용한 평화로움에 슬픔의 노래를 얹는다. (424마디) 평화롭고 목가적인 moderato Pastorale (465마디)를 지나 이 곡 전체의 가장 큰 클라이막스로 첼로솔로와 오케스트라가 미끄러지듯 움직이며 화려하며 색채적인 대위적인 움직임이 열정적으로 폭발한다. (590마디)
Moderato Con sentimento(619마디)에서 숨을 고른 음악은 Allegro Vivace(640마디)로 연결되어 마지막 질주를 시작한다. 첼로솔로의 피치카토로 시작된 작은 움직임은 곧 오케스트라 전체의 힘찬 맥박으로 승화되며 순간적이지만 연계적인 상승을 통해 강렬하면서도 전율적인 절정을 만들며 바로 코다로 이어진다.(698마디) 첼로 솔로의 따뜻하지만 정열적인 아르페지오와 점차 상승하며 비상의 끝을 바라보는 듯한 현들의 상승음정으로 아련한 꿈처럼 장대한 곡을 끝낸다.